# Musca aurata
Musca aurata är en tvåvingeart som först beskrevs av Carl von Linné 1764.  Musca aurata ingår i släktet Musca och familjen gallmyggor.
Artens utbredningsområde är Frankrike. Inga underarter finns listade i Catalogue of Life.